# 荒井崇博
荒井 崇博（あらい たかひろ、1978年4月3日 - ）は、競輪選手。長崎県雲仙市出身。日本競輪学校（当時。以下、競輪学校）第82期生。日本競輪選手会長崎支部所属（当初は佐賀支部所属）。師匠は原司（70期）。ホームバンクは佐世保競輪場。

## 経歴
佐賀龍谷高等学校在学中の1997年に国民体育大会で個人スプリント2位などの実績を挙げ、競輪学校に第82期生として入学すると、同期に兵藤一也らがいる中で61勝を挙げて在校成績2位となり、さらに卒業記念レースを制覇する。デビュー戦は1999年4月2日の佐世保競輪場で迎え、初勝利も同日。
2001年12月29日、競輪祭で行われてきた新人王戦に代わるデビュー3年未満の選手によるGIIタイトル戦、ヤンググランプリがこの年から開催されたが、最終バックストレッチから豪快に捲って初代優勝者に輝く。
この間、荒井は競輪の傍ら、自転車競技の日本ナショナルチームのメンバーとして国際大会にも度々出場し、2001年、2003年の世界自転車選手権では、ともに1kmタイムトライアルに出場（いずれも18位）。2003年の全日本自転車競技選手権では、1kmタイムトライアルで優勝。また競輪のほうでもGIでしばし準決勝に進出するなどして着々と力をつけていた。だが、2003年の世界選出場を契機に、自らナショナルチームからの離脱を宣言して自転車競技から決別する。
2004年8月に開催されたふるさとダービー（福井競輪場）において、ビッグレースとしては初めて決勝へと駒を進め、3着に食い込む。しかしGIでは準決勝進出どまりの状態が続いていた。だが、2006年12月開催の全日本選抜競輪（いわき平競輪場）で悲願のGI決勝進出（9着）。その決勝では熊本の合志正臣を連れて2センターから捲りを放ち、自らは捲り不発に終わったものの、マークの合志が荒井の動きに乗って直線で鋭く伸び、優勝を果たした。
2007年は高松宮記念杯競輪（4着）、寬仁親王牌（前橋競輪場。7着）で決勝へと進出。これらの実績により2008年は初代S級S班18名に選出された。
2018年5月1日、第72回日本選手権競輪初日一次予選第2R、中川誠一郎の捲り（上がり10秒6）に乗って1着。10秒4で、平塚競輪場のバンクレコードを（24年ぶりに）更新した。10月24日、九州地区プロのスプリントでライバル中川誠一郎を制して5連覇、通算7度目の優勝をした。
それ以降も格付けは最上位のS級1班を維持するものの、以下のエピソードにあるように成績が安定しない状態が続いたが、2021年下期に入って徐々に復調。11月28日の地元・武雄での施設整備等協賛競輪決勝で最終2コーナーから捲りを決めて久々にGIIIを制覇、そして年末のグランプリシリーズ「寺内大吉記念杯競輪」決勝でも差し切って優勝を果たした。さらに、2022年の第76回日本選手権競輪では自身としては第64回高松宮記念杯競輪以来9年ぶりとなるGI決勝戦に進出した。
2022年9月18日、第38回共同通信社杯競輪3日目第6レース（選抜）にて1着となり、通算500勝を達成。S級創設以降、ガールズケイリン（1人）も含めて通算42人目の記録。1999年2月1日の登録から23年7か月17日（登録日は含まない）での達成、またデビューから23年5か月16日（デビュー日を含まない）での達成であった。その後、10月29日に武雄競輪場にて表彰式が執り行われた。
500勝を達成したレース後のインタビューにて2023年以降に出身地である長崎県へ移籍する意向を示し、2023年2月7日付けで長崎支部に移籍した。

## 主な獲得タイトルと記録
- 通算500勝達成（表彰対象） - 2022年9月18日、名古屋競輪場

## 競走スタイル
自力戦法主体の選手で、馬力という点においては屈指のものを持ち、とりわけ捲りが決まった時の勝ちっぷりには目を見張るものがあるが、展開に嵌らなければ大敗するケースも少なくない。
競走における闘争心の凄まじさには並外れたものがあり、場合によって追込選手よりも激しい牽制や張りなどを見せるなど、自力選手らしからぬ気合を全面に押し出した走りが持ち味となっており、成績を安定させることができればGIタイトルを掴む可能性を十分に持つ位置にいた。
しかし競輪選手にとって重要な両膝の関節を痛めてしまい、手術から復帰した後は成績が安定しない状態が暫く続いた。

## エピソード
- 伏見俊昭とは近年の競輪界では珍しいライバル関係にある。これは2005年に荒井の地元で開催されたふるさとダービーで伏見と併走の末に落車したことによるもので、以降度々荒井と伏見の同乗時に両者の激突が見受けられる。荒井がなかなかGIの決勝進出を果たせなかった理由として、準決勝で伏見と対戦する機会が多く、潰し合いにより行く手を阻まれたことにも起因している。
- 師匠の原司が2007年のGIII（記念競輪）を2回制覇（平塚、青森）したが、いずれのレースも、弟子である荒井が果敢に逃げた結果がもたらしたものだった。
- 愛車はポルシェであり、パチスロが趣味である。